# アスパラ
アスパラ（英文・Aspara）は、田辺三菱製薬が販売する目薬、栄養ドリンク剤の製品名である。

## 製品概要
田辺製薬（田辺三菱製薬の前身）が1962年（昭和37年）に発売した。同社のビタミン・アスパラギン酸配合製剤の共通ブランドである。
目薬は一般用医薬品（OTC医薬品）、栄養ドリンク剤は指定医薬部外品。

## 歴代CM出演者

### 田辺製薬時代
- 弘田三枝子 - アスパラ、アスパラL
- 田中健 - アスパラC、アスパラエース
- 長嶋茂雄 - アスパラC、アスパラエース、アスパラゴールドA
- 陣内孝則 - アスパラエース
- 中畑清 - アスパラドリンク、アスパラMAX
- 渡辺真知子 - アスパラドリンク
- ハニホー・ヘニハー - アスパラドリンク・アスパラMAX
- 小林明美 - アスパラドリンク
- 草彅剛（SMAP） - アスパラドリンク

### 田辺三菱製薬発足後
- スギちゃん - アスパラドリンクα

## 主要製品

### 現在
- 目薬
  - アスパラ目薬Lプラス【第2類医薬品】
  - アスパラ目薬クールICプラス【第2類医薬品】
- 滋養強壮ドリンク剤
  - アスパラドリンクα【指定医薬部外品】 - タウリン1,500mg配合。
  - アスパラMAX【指定医薬部外品】 - カルニチン塩化物・タウリン2,000mg配合。
  - アスパラドリンクDX【指定医薬部外品】 - 全国のダイドードリンコ自動販売機にて発売している100mlドリンク剤。

## 関連項目

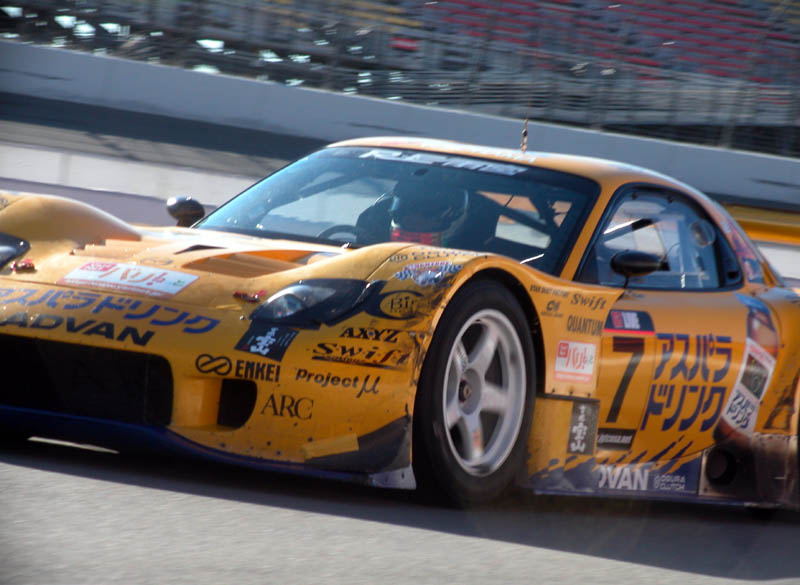
RE雨宮 アスパラドリンクRX-7